# Ветерани, Иоганн Фридрих фон
Иога́нн Фри́дрих Амбро́зиус фон Ветера́ни (нем. Johann Friedrich Ambrosius von Veterani; итал. Johann Friedrich Ambrosius von Veterani); 13 марта 1643 — 21 сентября 1695) — австрийский военачальник, генерал от кавалерии (1690), фельдмаршал (1694). Участник войн с Османской империи, отличился в битве под Веной, войне с Имре Тёкёли, сражении у Ниссы и сражении при Лугоше, в котором он был убит.

## Биография

### Военная карьера
Иоганн Фридрих фон Ветерани начал военную службу в 1663 году в правление императора Леопольда I. В молодые годы воевал под командованием Раймондо Монтекукколи и участвовал в Австро-турецкой войне. Ветерани не участвовал в победной для европейской коалиции битве при Сентготхарде, в которой турки были разгромлены.
В 1675 году во время Голландской войны воевал под командованием Раймондо Монтекукколи, попал в плен и был отправлен в Маастрихт. В Маастрихте ему поступали предложения о службе во Франции королю Людовике XIV, но Ветерани отверг эти предложения. Вернувшись из плена, Ветерани получил звание оберстлейтенанта и в 1676 году вернулся на военную службу, успешно участвуя в войне с Францией.
9 сентября 1676 года принял участие в успешной осаде города Филипсбург.
В сентябре 1683 года во время осады Вены турецкой армией в звании полковника во главе 1000 кирасир защищал мост через Дунай, отразив атаки янычар и вернул утраченный редут моста. В битве под Веной турецкая армия потерпела сокрушительное поражение, потеряв также всю артиллерию.
В 1684 году под командованием Антонио Карафы успешно сражался с войсками Имре Тёкёли, захватив также секретную переписку мятежников. Ветерани участвовал в успешном отвоевании у Османской империи городов, среди которых были Токай (1685) и Сегед (1686), в котором была захвачена богатая добыча.
В 1687 году Ветерани перешёл под командование Карла, герцога Лотарингского и участвовал во второй битве при Мохаче. В 1688—1689 годах под начальством Людвига Вильгельма Баденского участвовал в походе на Белград, сражении при Патачине и сражении у Ниссы, где его действия принесли победу австрийской армии. В том году участвовал в осаде Видина, во время которой Ветерани был ранен выстрелом из мушкета, а город позже капитулировал. После битвы Ветерани был назначен командовать обороной Ниша, который он успешно оборонял от осаждающей турецкой армии.
16 августа 1690 года император Леопольд I произвёл Ветерани в генералы от кавалерии.
17 мая 1694 года император Леопольд I произвёл Ветерани в фельдмаршалы.

### Последняя битва и гибель
Наступление турецкой армии под командованием Мустафы II в Трансильвании привело к тому, что османы захватили Липову и Фокшани. В сражении при Лугоше 21 сентября 1695 года австрийская армия на правом крыле, которым командовал Ветерани, отразила две атаки турецкой армии, нанеся им тяжелые потери. На левом крыле турки сумели захватить артиллерию, но Ветерани смог отбросить наступавших турок и изменить ход сражения в свою пользу.
Во время сражения Ветерани был ранен в голову и руку и истекающего кровью военачальника вынесли с поля боя. Повозка, в которой находился раненый военачальник, застряла в болоте. Турки набросились на австрийских солдат и всех перебили, а Ветерани отрубили голову и доставили её султану. Мустафа II приказал похоронить тело фельдмаршала, а австрийцы, оставшись без главнокомандующего, потерпели поражение в битве.

## Галерея
- Бюст Иоганна Фридриха фон Ветерани, расположенный в Хельденберге